# SCAN
SCAN o "Schedules for Clinical Assessment in Neuropsychiatry" es un conjunto de herramientas creadas por la OMS para el diagnóstico mental en la edad adulta.
El sistema SCAN fue llamado originalmente PSE "Present State Examination" pero desde su versión 10 (PSE-10) el nombre más aceptado es SCAN. La versión más actual del SCAN es la 2.1. 

## Examen del Estado Actual (Present State Examination, PSE)
El Examen del Estado Actual o PSE es una entrevista semiestructurada desarrollada por John Kenneth Wing y cols en el hospital Maudsley en Gran Bretaña en la década de 1960. La primera versión se publicó en el British Journal of Psychiatry en 1967 y una revisión posterior en 1974.
El PSE está destinado a proporcionar una evaluación objetiva de los síntomas asociados a trastornos mentales así como facilitar la identificación estandarizada de casos psiquiátricos. Además, la prueba está diseñada específicamente para evaluar el estado mental actual del individuo, con el fin de identificar cualquier patología mental. La última revisión (PSE-10) consta de 140 ítems donde 54 de ellos son obligatorios. Estos ítems se encuentran calificados en una escala de 3 o 4 puntos e implica una lista de verificación estándar de elemento, aunque se permite cierta flexibilidad en las preguntas, sobre todo en las preguntas de seguimiento. Cabe destacar que los entrevistadores tienen que ser entrenados para la utilización del PSE.
El análisis de las respuestas a diferentes preguntas, en las que los juicios clínicos juegan un papel, permite que los datos se transformen en una serie de puntajes de síntomas. Se requiere más información histórica y etiológica si se va a generar un diagnóstico psiquiátrico, y se ha desarrollado un paquete informático (CATEGO) para ayudar en este proceso.
Se ha empleado como instrumento de detección de estudios de epidemiología psiquiátrica, tanto nacionales como internacionales. La ventaja que presenta frente a otros instrumentos, es que no hace únicamente un análisis unidimensional sino que abarca una variedad de síndromes a excepción de trastornos del comportamiento (como, por ejemplo, el alcoholismo).
Este instrumento fue utilizado en la identificación de la depresión por George Brown y Tirril Harris en su publicación "Orígenes sociales de la depresión" (1978) y en posteriores estudios.